# Medal Garvana-Olina
Medal Garvana-Olina (pełna nazwa: Francis P. Garvan–John M. Olin Medal) – nagroda przyznawana corocznie przez American Chemical Society dla kobiety, która wniosła wyróżniający wkład w rozwój chemii.

## Historia

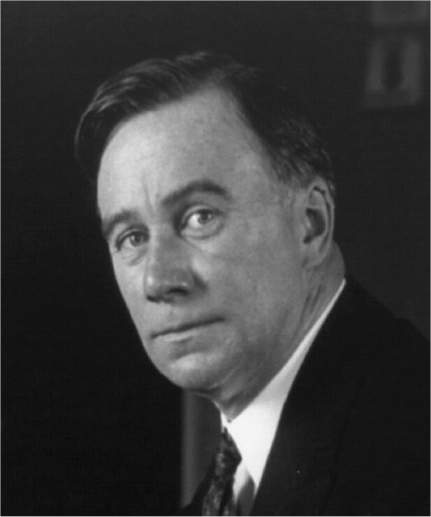
Francis Garvan, fundator medalu

Nagrodę dla wyróżniających się w chemii kobiet ufundował w 1936 r. Francis Garvan. Funduszami nagrody zarządzała Chemical Foundation, której Garvan był prezesem. Inicjatywę tę wsparła jego żona Mabel, która stała się następnie aktywną promotorką nagrody i żywo interesowała się jej laureatkami.
Nagrodę przyznano po raz pierwszy w 1937, a otrzymała ją Emma Carr. Następne wyróżnienia przyznano w 1940 (Mary Engle Pennington) i w 1942 (Florence Seibert). Od 1946 medal przyznawany jest corocznie.
W latach 1979–1983 sponsorem medalu było przedsiębiorstwo W. R. Grace and Company, a od 1984 Olin Corporation (dlatego od 1993 nazwa nagrody honoruje również Johna M. Olina).

## Medal
Medal zaprojektowała Margaret Christian Grigor, wówczas studentka Pennsylvania Academy of the Fine Arts. Sześciokątny kształt medalu nawiązuje do pierścienia benzenu. Na rewersie widoczna jest pochodnia wiedzy i piorun oraz imię i nazwisko laureatki wraz z rokiem przyznania. Na awersie znajduje się kociołek z oznaczeniami żywiołów (ogień, woda, ziemia i powietrze), z którego wśród dymu wynurzają się kominy fabryczne, reprezentujące przemysł, wieżowce, symbolizujące kulturę i postęp oraz kaduceusz, mający oznaczać transport, medycynę i pokój.
Oprócz medalu nagrodzona otrzymuje 5000 dolarów.

## Procedura przyznawania
Medal przyznawany jest obywatelkom Stanów Zjednoczonych. Zgłosić kandydatkę może dowolna osoba (z wyjątkiem członków komisji przyznającej nagrodę). Kandydaturę można zgłaszać w kolejnych latach. Zgłoszenie musi mieć dołączony życiorys kandydatki, listę jej publikacji oraz ocenę jej wkładu naukowego i wykazanie jego ważności. Nagroda jest wręczana w czasie uroczystego obiadu podczas wiosennego zjazdu ACS.

## Lista laureatek
Do 2018 roku medal przyznano 76 laureatkom:
- 1937: Emma Carr
- 1940: Mary Engle Pennington
- 1942: Florence Seibert
- 1946: Icie Macy Hoobler
- 1947: Mary Lura Sherrill
- 1948: Gerty Cori
- 1949: Agnes Fay Morgan
- 1950: Pauline Beery Mack
- 1951: Katharine Burr Blodgett
- 1952: Gladys Emerson
- 1953: Leonora Bilger
- 1954: Betty Sullivan
- 1955: Grace Medes
- 1956: Allene Jeanes
- 1957: Lucy Pickett
- 1958: Arda Green
- 1959: Dorothy Virginia Nightingale
- 1960: Mary Caldwell
- 1961: Sarah Ratner
- 1962: Helen Dyer
- 1963: Mildred Cohn
- 1964: Birgit Vennesland
- 1965: Gertrude Perlmann
- 1966: Mary Peterman
- 1967: Marjorie Vold
- 1968: Gertrude Elion
- 1969: Sofia Simmonds
- 1970: Ruth Benerito
- 1971: Mary Fieser
- 1972: Jean'ne Shreeve
- 1973: Mary Good
- 1974: Joyce Kaufman
- 1975: Marjorie Caserio
- 1976: Isabella Lugoski-Karle
- 1977: Marjorie Horning
- 1978: Madeleine Joullié
- 1979: Jenny Glusker
- 1980: Helen Free
- 1981: Elizabeth Weisburger
- 1982: Sara Jane Rhoads
- 1983: Ines Mandl
- 1984: Martha Ludwig
- 1985: Catherine Clarke Fenselau
- 1986: Jeanette Grasselli
- 1987: Janet Osteryoung
- 1988: Marye Anne Fox
- 1989: Kathleen Taylor
- 1990: Darleane Hoffman
- 1991: Cynthia Friend
- 1992: Jacqueline Barton
- 1993: Edith Flanigen
- 1994: Barbara Garrison
- 1995: Angelica Stacy
- 1996: Geraldine Richmond
- 1997: Karen Morse
- 1998: Joanna Fowler
- 1999: Cynthia Maryanoff
- 2000: F. Ann Walker
- 2001: Susan Taylor
- 2002: Marion Thurnauer
- 2003: Martha Greenblatt
- 2004: Sandra Greer
- 2005: Frances Arnold
- 2006: Lila Gierasch
- 2007: Laura Kiessling
- 2008: Elizabeth Theil
- 2009: Kathlyn Parker
- 2010: Judith Giordan
- 2011: Sherry Yennello
- 2012: Sue Clark
- 2013: Susan Kauzlarich
- 2014: Marsha Lester
- 2015: Angela Wilson
- 2016: Annie Kersting
- 2017: Barbara Finlayson-Pitts
- 2018: Valerie Kuck